# Exciton
Exciton je vázaný stav elektronu a kladně nabité díry. Většinou se vyskytuje v polovodičích, může se ale vytvořit i v izolantech a některých kapalinách. Již delší dobu je známo, že stlačením excitonové tekutiny může vzniknout supratekutá kapalina. Odborníci z Univerzity Christiana Alberta v německém Kielu ale nyní z kvantového chování excitonů spočetli pro některé typy látek fázový diagram. Dalším stlačováním supratekutiny složené z excitonů by mělo dojít ke vzniku krystalové mříže a přeměně na pevnou látku. To ale není vše. Pokud budeme ve stlačování pokračovat, změní se pevná látka opět v supratekutinu. Autoři výpočtů dokonce navrhují, které látky by se takto podivně měly chovat. Další krok je proto na experimentátorech.
Tato kvazičástice přenáší energii a hybnost, nepřenáší elektrický náboj.